# OKヴォイヴォディナ・ノヴィサド
OK NISヴォイヴォディナ（セルビア語: OK NIS Vojvodina, 英語: Volleyball Club NIS Vojvodina）は、セルビア・ノヴィ・サドを本拠地とする男子バレーボールクラブ。

## 歴史
1946年創設。1980年代後半から強豪クラブへと成長し、ユーゴスラビアリーグ時代の1988年にリーグ初優勝を飾る。1992年から2000年にかけては、リーグ史上初の9連覇を成し遂げた。シドニーオリンピックで金メダルを獲得したユーゴスラビア代表の多くがこのクラブに在籍しており、有能な若手を育成、輩出する名門として知られている。

## 主な成績
ユーゴスラビア／セルビア・モンテネグロ／セルビアリーグ
- 優勝：1987-88, 1988-89, 1991-92, 1992-93, 1993-94, 1994-95, 1995-96, 1996-97, 1997-98, 1998-99, 1999-2000, 2003-04, 2006-07, 2016-17

ユーゴスラビア／セルビア・モンテネグロ／セルビアカップ
- 優勝：1976-77, 1986-87, 1992-93, 1994-95, 1995-96, 1996-97, 1998-99, 2003-04, 2004-05, 2005-06, 2006-07, 2009-10, 2011-12, 2014-15

 欧州チャンピオンズリーグ
- 3位：1988-89, 1995-96

## 歴代監督
- ゾラン・ガイッチ

## 歴代所属選手
- ジャルコ・ペトロビッチ
- ウラジミール・バテズ
- ウラジミール・グルビッチ
- ニコラ・グルビッチ
- ジュラ・メシュテル
- アンドリヤ・ゲリッチ
- ヴァーサ・ミイッチ
- ヴェリコ・ペトコビッチ
- スロボダン・ボシュカン
- デヤン・ボヨビッチ
- マルコ・ポドラシュチャニン
- マルコ・サマルジッチ
- スロボダン・コバチ
- ボヤン・ヤニッチ